# 젤리 롤 모턴

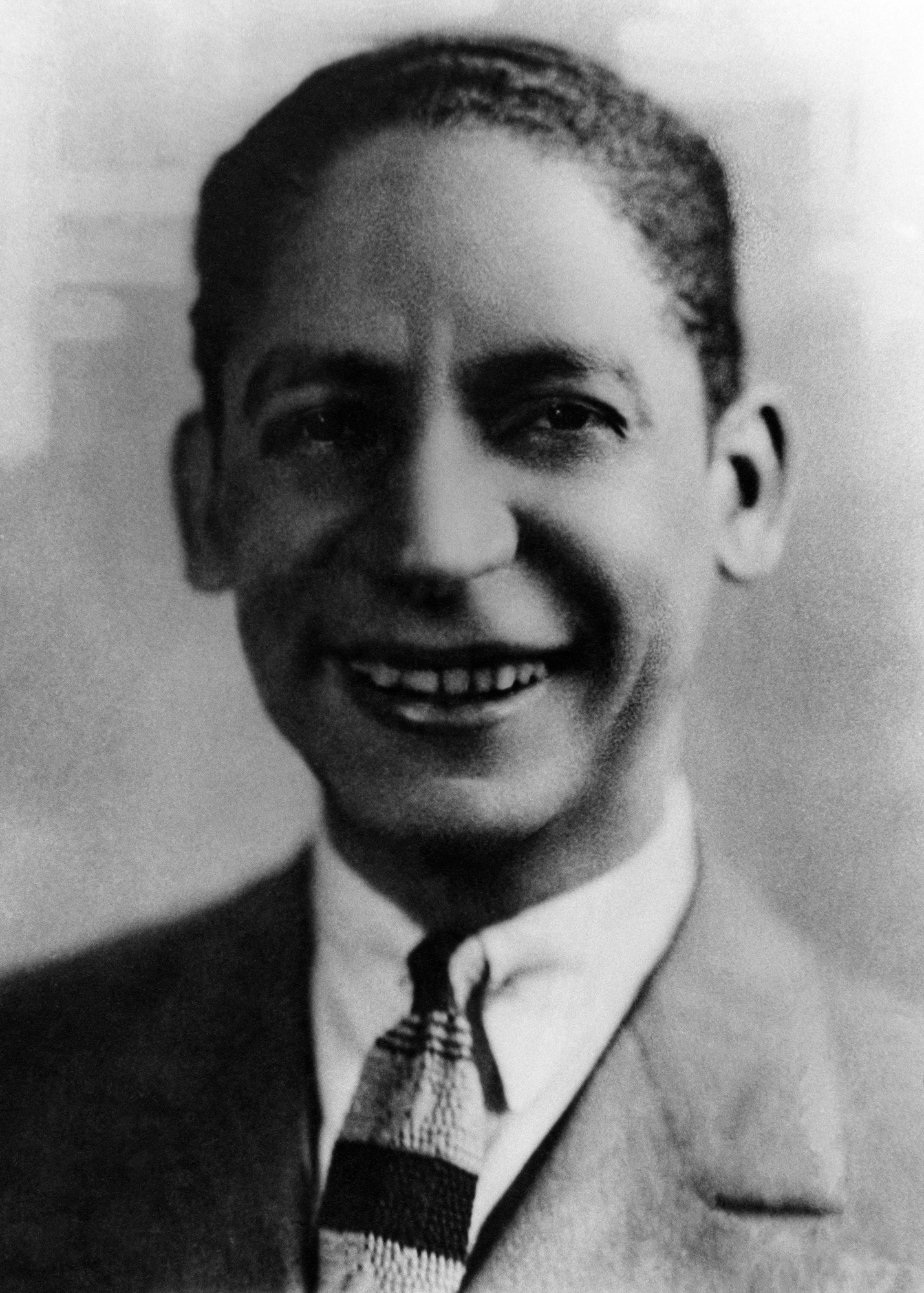

젤리 롤 모턴(Jelly Roll Morton, 본명: Ferdinand Joseph LaMothe, 1890년 경 9월 20일 ~ 1941년 7월 10일)은 미국의 래그타임 및 재즈 피아니스트, 밴드리더, 작곡가이다. 모턴은 재즈 최초의 편곡자이며 즉흥 연주에 뿌리를 둔 장르가 악보에 기보할 때 필수적인 특징들을 담을 수 있음을 증명했다. 그의 1915년 작곡 Jelly Roll Blues는 최초로 출판된 재즈 작곡 가운데 하나였다. 이 장르를 발명한 인물로도 주장된다.

## 디스코그래피
- 1923/24 (Milestone, 1923–24)
- Red Hot Peppers Session: Birth of the Hot, The Classic Red Hot Peppers Sessions (RCA Bluebird, 1926–27)
- The Pearls (RCA Bluebird, 1926–1939)
- Jazz King of New Orleans (RCA Bluebird, 1926–30)
- Jelly Roll Morton: The Complete Library of Congress Recordings, Vols. 1–8 (8-CD Box Set) (Rounder, 2005)